# Музеј Ане Франк
Музеј Ане Франк (холандски: Аnne Frank Huis) је музеј у Амстердаму, у Холандији, који садржи слике, цитате, видее, као и оригиналне предмете из живота Ане Франк и њене породице. Према подацима о посећености из 2009. године, Музеј Ане Франк је други најпосећенији музеј у Холандији.

## Историја
Музеј Ане Франк је на почетку Ани Франк и другим људима служио као место за скривање током Другог светског рата. Након рата, место је оронуло и остало је напуштено. 1950. године фабрика текстила Бергхаус желела је да га купи. Бергхаус је планирао рушење зграда и изградњу нове фабричке зграде. Ото Франк је покушавао да заустави рушење и изнајмио је зграду од власника 1953. Међутим, недостајало му је средстава за правилан рад на рестаурацији. 1954. године Ото Франк је продао зграду Бергхаусу.
Комитет истакнутих грађана Амстердама покренуо је иницијативу да спаси зграду од рушења у којој је Ана Франк писала свој дневник. Организација Кућа Ане Франк основана је 1957. године, а његова главна сврха била је очување скровишта, отварање куће за јавност и промовисање идеала Ане Франк.
Бергхаус је одустао од идеје рушења зграда и донирао је зграду организацији Кућа Ане Франк. 1958. године, Општина и Универзитет у Амстердаму заједно планирају стамбено насеље. Универзитет је обезбедио финансирање и надокнадио недостатке организације. На тај начин спасено је некадашње скровиште Ане Франк.
Скровиште, тј. Кућа Ане Франк, обновљено је и отворено за јавност 3. маја 1960. године. Тајни анекс куће остављен је празан, на захтев Ота Франка. Након отварања, број посетилаца у Кући Ане Франк се повећавао, све до 1,2 милиона посетилаца годишње.